# 角川財団学芸賞
角川財団学芸賞（かどかわざいだんがくげいしょう）は、公益財団法人角川文化振興財団が主催する学術賞で、2003年より設置された。
角川グループでの学術賞では、角川源義賞と並び設けたもので、日本の文芸・文化に関わる、あるいはそれらを広範・多義的にテーマとする諸分野の個人著作に与えられる。副賞100万円。選考委員は（2021年時点）は、大澤真幸、鹿島茂、佐藤優、松岡正剛。

## 受賞作

### 第1回から第10回
- 第1回（2003年）
  - 三浦佑之『口語訳 古事記』（文藝春秋）
  - （奨励賞）宮脇真彦『芭蕉の方法』（角川選書）
- 第2回（2004年） - 瀧井一博『文明史のなかの明治憲法』（講談社・選書）
- 第3回（2005年） - 佐伯真一『戦場の精神史-武士道という幻影』（NHKブックス・日本放送出版協会）
- 第4回（2006年） - 三枝昂之『昭和短歌の精神史』（本阿弥書店）
- 第5回（2007年） - 大塚英志『「捨て子」たちの民俗学―小泉八雲と柳田国男』（角川選書）
- 第6回（2008年）
  - 黒岩比佐子『編集者 国木田独歩の時代』（角川選書）
  - 太田素子『子宝と子返し―近世農村の家族生活と子育て』（藤原書店）
- 第7回（2009年） - 上野誠『魂の古代学―問いつづける折口信夫』（新潮選書）
- 第8回（2010年） - 小熊英二『1968』（上・下、新曜社）
- 第9回（2011年） - 金文京『漢文と東アジア－訓読の文化圏』（岩波書店）
- 第10回（2012年） - 桜井英治『贈与の歴史学－儀礼と経済のあいだ』（中公新書）

### 第11回から第20回
- 第11回（2013年）- 斎藤環『世界が土曜の夜の夢なら―ヤンキーと精神分析』（角川書店）
- 第12回（2014年） 
  - 呉座勇一『戦争の日本中世史―「下剋上」は本当にあったのか』（新潮選書）
  - 白井聡『永続敗戦論―戦後日本の核心』（太田出版）
- 第13回（2015年）- 安藤礼二『折口信夫』（講談社）
- 第14回（2016年）- 山本聡美『九相図をよむ―朽ちてゆく死体の美術史』（角川選書）
- 第15回（2017年）- 松居竜五『南方熊楠―複眼の学問構想』（慶應義塾大学出版会）
- 第16回（2018年）- 若松英輔『小林秀雄 美しい花』（文藝春秋）
- 第17回（2019年）- 野崎歓『水の匂いがするようだ─井伏鱒二のほうへ』（集英社）
- 第18回（2020年）- 今福龍太『宮沢賢治 デクノボーの叡知』（新潮選書）
- 第19回（2021年）- 該当作なし[2]
- 第20回（2022年）- 休止（角川源義賞・城山三郎賞と併せ、選考休止を「角川文化振興財団」サイトで公表）[3]

## 選考委員
- 第1-10回　山折、鹿島、姜尚中、福原義春
- 第11回　山折、鹿島、松岡、福原
- 第12回-15回　山折、鹿島、松岡、佐藤
- 第16回～ 大澤真幸、鹿島、佐藤、松岡[4]